# Achamonrau
Achamonrau (ägyptisch 3ḫ(t)-Jmn-rw) war ein hoher Beamter im alten Ägypten während der 25. Dynastie. Er war ein Nachfolger des Domänenvorstehers Harwa und ein Zeitgenosse der Gottesgemahlin Schepenupet II. und ihrer Mitregentin Amenirdis II.
Achamonrau stammte aus einer alten thebanischen Familie, die seit mehreren Generationen die Titel „Prophet des Amun“ und „Leiter der Schreiber des Harems“ trug. Seine Vorfahren waren Anchpachered, Bakenptah und Pakiry, die alle wichtige Beamte in Theben waren.
Achamonrau selbst hatte mehrere Titel, darunter „Domänenvorsteher der Gottesgemahlin“, „Oberster der Diener der Gottesgemahlin“, „Leiter aller göttlichen Ämter“ und „Leiter des Palastes der Gottesgemahlin“. Seine Statuen und Inschriften wurden an verschiedenen Orten gefunden, darunter Karnak und Medinet Habu.
Achamonraus Grab wurde in der Nekropole von Asasif in Theben-West entdeckt. Es befindet sich in unmittelbarer Nähe zum Grab des Domänenvorstehers Harwa (TT37). Obwohl das Grab identifiziert wurde, scheint es vernachlässigt worden zu sein und es gibt keine Uschebtis oder Sarkophage, die ihm zugeordnet werden können. Es ist möglich, dass das Grab unvollendet geblieben ist.